# Раціоналізація після придбання
Раціоналізація після придбання, також відома як Стокгольмський синдром покупця — когнітивне упередження, коли людина, яка придбала дорогий продукт або послугу, не бачить його недоліки або дефекти для того, аби виправдати цю покупку. Це є особливими випадком упередження підтримки вибору.
Дорогим покупкам часто передує процес вивчення, оцінки та вагань, і багато споживачів часто відмовляються визнати, що їх рішення було наслідком поганого судження. Багато рішень щодо придбання робиться емоційно, на основі таких факторів як вірність бренду і реклама, і тому часто проходять процес раціоналізації для виправдання покупки.

## Приклад
Наприклад, споживач не може вибрати поміж двома популярними гральними консолями, але в результаті вирішує придбати ту, які є в багатьох його друзів. Але після придбання виявляється, що для цієї консолі є дуже мало ігор, які б йому хотілося придбати, а для тої, яку він не придбав, — набагато більше. Однак, він не хоче відчувати, що здійснив неправильний вибір, і тому здійснить спробу переконати себе та друзів, що його вибір був правильний, і думка споживача краща, ніж думка будь-кого іншого.

## Причини
Ця раціоналізація заснована на принципі прихильності та психологічному бажанні залишатися вірним здійсненому вибору. Деякі науковці вважають це упередження проявом когнітивного дисонансу.